# Cattedrale della Santa Vergine
La cattedrale della Santa Vergine (in greco: Μητροπολιτικός Ναός Μεγάλης Παναγίας) è la cattedrale metropolitana ortodossa di Neapoli, comune di San Nicolò, nell'isola di Creta, e sede della metropolia di Petra e Chersonissos.
La cattedrale di Santa Maria è stata costruita nel 1888 dal vescovo Melezio di Petra e inaugurata nel 1927 dal vescovo Dionisio di Petra. Accanto ad essa sorge una chiesa moderna, piccola, a volta, detta Panagia Fermalina, costruita sulle fondamenta della vecchia chiesa a tre navate, nel luogo che era precedentemente il convento della Santa Vergine..